# Papa Benedict al VI-lea
Papa Benedict al VI-lea (n.  ?, Roma, Italia – d. iulie 974 d.Hr., Roma, Statele Papale), a fost ales printr-o mare ceremonie și s-a instalat ca papă sub protecția Împăratului Otto cel Mare la 19 ianuarie 973. În timpul pontificatului său, a confirmat privilegiile unor mănăstiri și biserici. La moartea împăratului, oamenii din Roma l-au închis în Castelul Sant'Angelo. După mai puțin de două luni, papa a fost strangulat din ordinul lui Crescentius, fiul vestitei Theodora, pentru a preveni eliberarea sa de către Sicco, trimisul imperial al lui Otto al II-lea.